# Hornberg (Abtsgmünd)
Der Hornberg ist ein bewaldeter, einzeln stehender Berg von nicht ganz 500 Metern Höhe in der Gemeinde Abtsgmünd im baden-württembergischen Ostalbkreis.
Der Hornberg liegt in Fortsetzung der südöstlich ziehenden, schmalen Hochfläche des Büchelberger Grates in einem Abstand von etwa 2,5 km von diesem, morphologisch getrennt durch den tiefen Einschnitt des untersten Tals der Blinden Rot, die etwa 2 km westlich seines höchsten Punktes in den Kocher mündet. Die Blinde Rot fließt unterhalb seines auf dieser Seite Buchhalde genannten Hangs an seinem Nordfuß von Ost nach West, nachdem sie sich vorher in konsequentem Südlauf genähert hat. Etwa 1,5 km südlich ihres Westknicks zieht der Kocher selbst ebenfalls von Ost nach West. Vom östlich zurückgesetzt auf dem so gebildeten Westsporn zwischen den beiden Flüssen aufragenden Hornberg führt nach Nordosten hin ein Sattel hinüber zur bei Neuler-Bronnen beginnenden Hochfläche, über den er sich mit einer Schartenhöhe von etwa 80 Meter erhebt, zu den beidseitigen Tälern fällt er dagegen um etwa 120 Meter ab mit bis zu 20 % mittlerem Gefälle.
Der Hornberg hat ein etwa 8,2 ha großes, nach Südsüdwesten ausgerichtetes, etwa 700 Meter langes und etwa 200 Meter breites Schwarzjura-Hochplateau mit ausgeprägter, steil abfallender Schichtkante, ähnlich dem Büchelberger Grat oder den noch viel größeren Schwarzjuraflächen ab Bronnen im Nordosten, die beide in ihren nahen Bereichen etwa 20 Meter höher liegen. Seine Hänge und die beiden Täler tauchen nicht unter den Kieselsandstein des Mittelkeupers.
Noch diesseits des Kochers liegen im Südosten und Südwesten die Weiler Neuschmiede und Altschmiede der Gemeinde Abtsgmünd, beide keinen Kilometer entfernt. Die Mitte des Hauptorts liegt im Südwesten in etwa 1,3 km Entfernung, schon jenseits des Kochers. Bis auf den unteren Hang zum Sattel in Richtung Neuler-Bronnen gehört der gesamte Berg zu Abtsgmünd.
Das Gipfelplateau des Hornbergs ist nur auf Waldwegen erreichbar.
Naturräumlich gesehen liegt der Berg auf der Grenze zwischen den Schwäbisch-Fränkischen Waldbergen im Westen und dem Vorland der östlichen Schwäbischen Alb im Osten, eine Grenze, die mit etwas Abstand jenseits des Kochers dann ost-westlich weiterläuft.